# Jean-Claude Portheault
Jean-Claude Portheault, né le 11 juin 1935 à Toury (Eure-et-Loir), est un homme politique français.

## Détail des fonctions et des mandats
- 26 juin 1981 - 1er avril 1986 : Député de la 2ème circonscription du Loiret
- 2 avril 1986 - 14 mai 1988 : Député du Loiret